# Régiment de Noailles dragons
Pour les articles homonymes, voir régiment de Noailles.
Le régiment de Noailles dragons est un régiment de cavalerie français d'Ancien Régime créé en 1688 sous le nom de régiment de Noailles cavalerie devenu sous la Révolution le 15e régiment de dragons.

## Création et différentes dénominations
- 20 décembre 1688 : création du régiment de Noailles cavalerie
- 25 mars 1776 : transformé en dragons, le régiment de Noailles dragons
- 1er janvier 1791 : renommé 15e régiment de dragons

## Équipement

### Étendards
4 étendards « de ſoye rouge, Soleil d’or au milieu brodé, & frangez d’or ».

Étendard
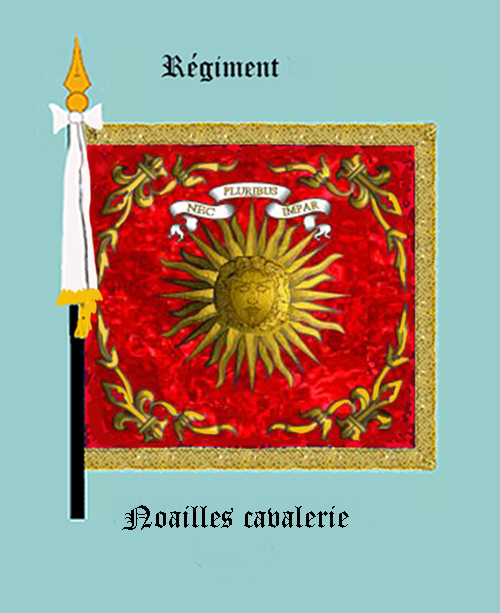
régiment de Noailles cavalerie, avers
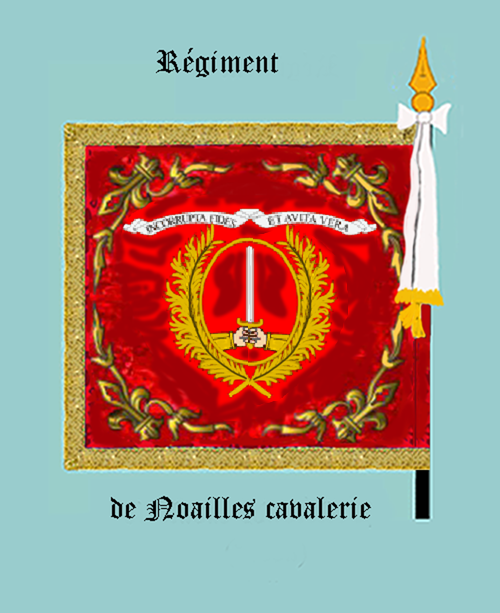
régiment de Noailles cavalerie, revers

### Habillement

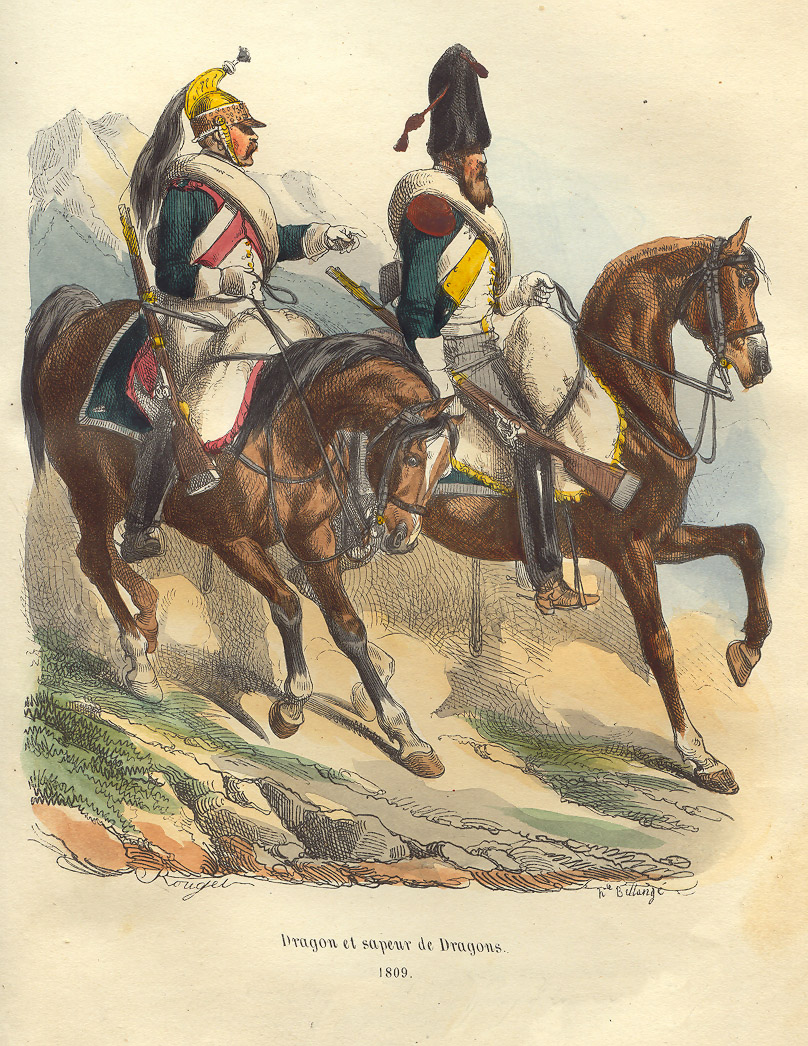
Dragon et sapeur de dragons en 1809, gravure de Bellangé illustrant l’Histoire de Napoléon de Laurent de l’Ardèche, 1843.

Uniformes de cavalerie
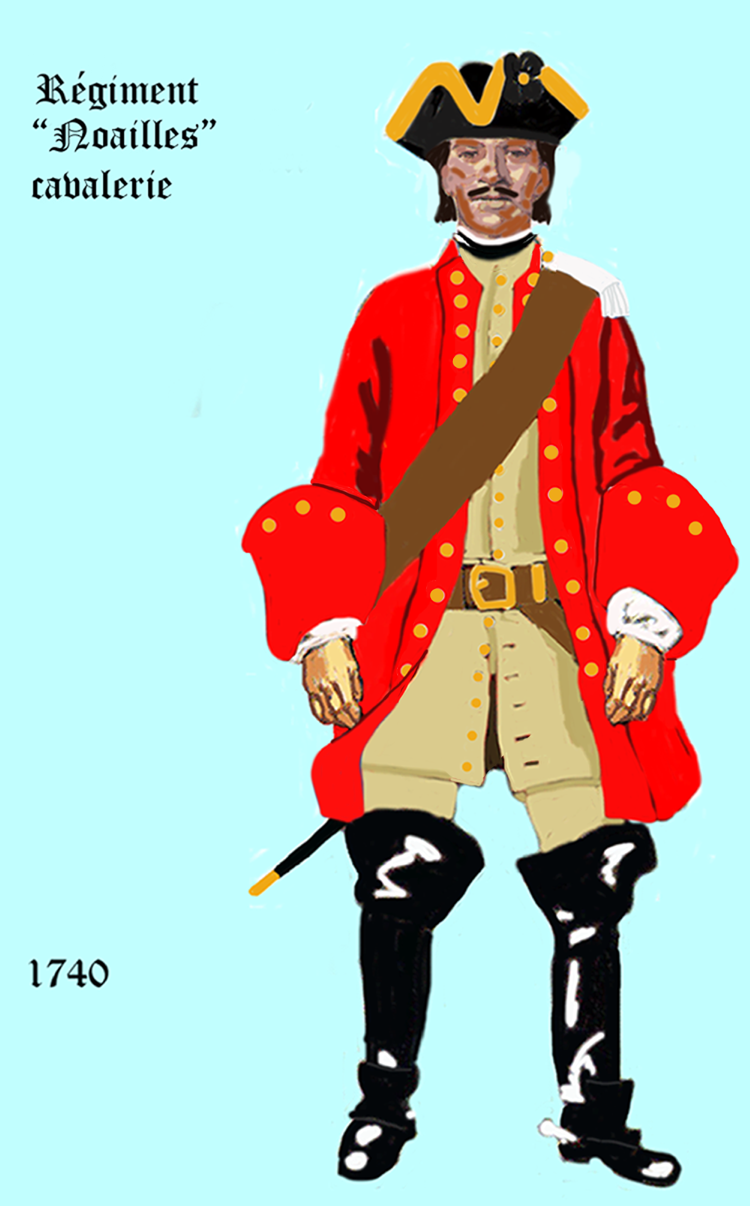
régiment de Noailles de 1740 à 1757
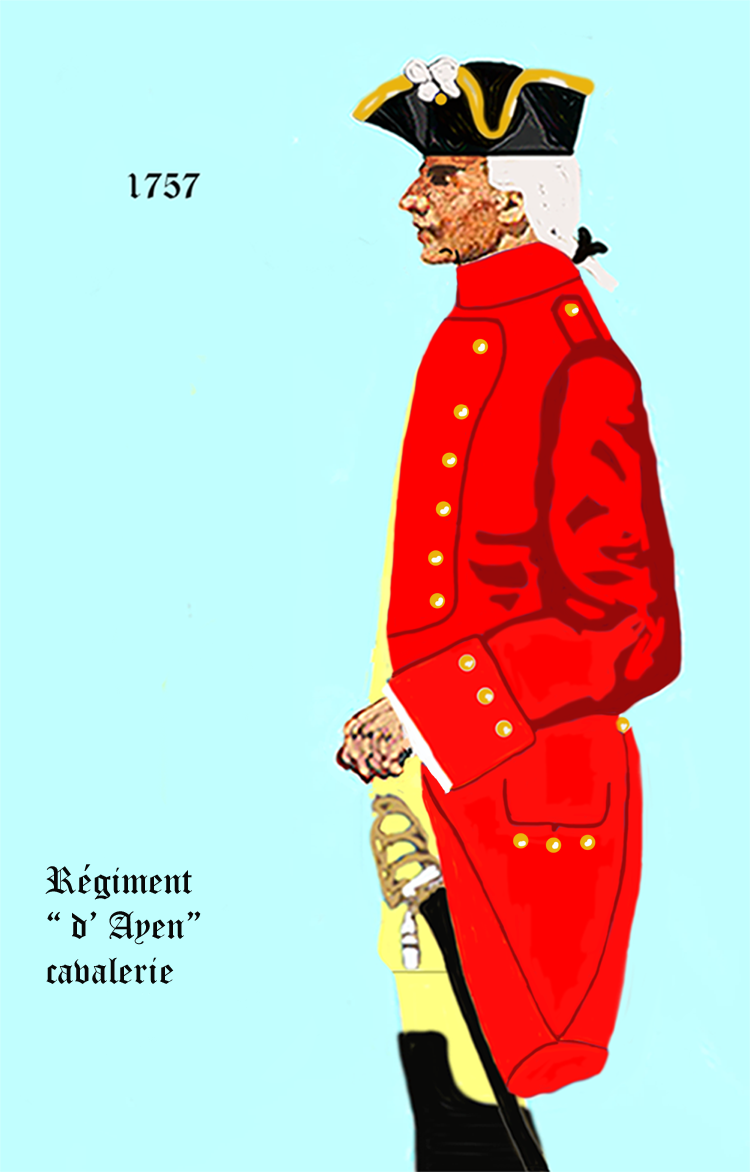
régiment de Noailles de 1757 à 1762
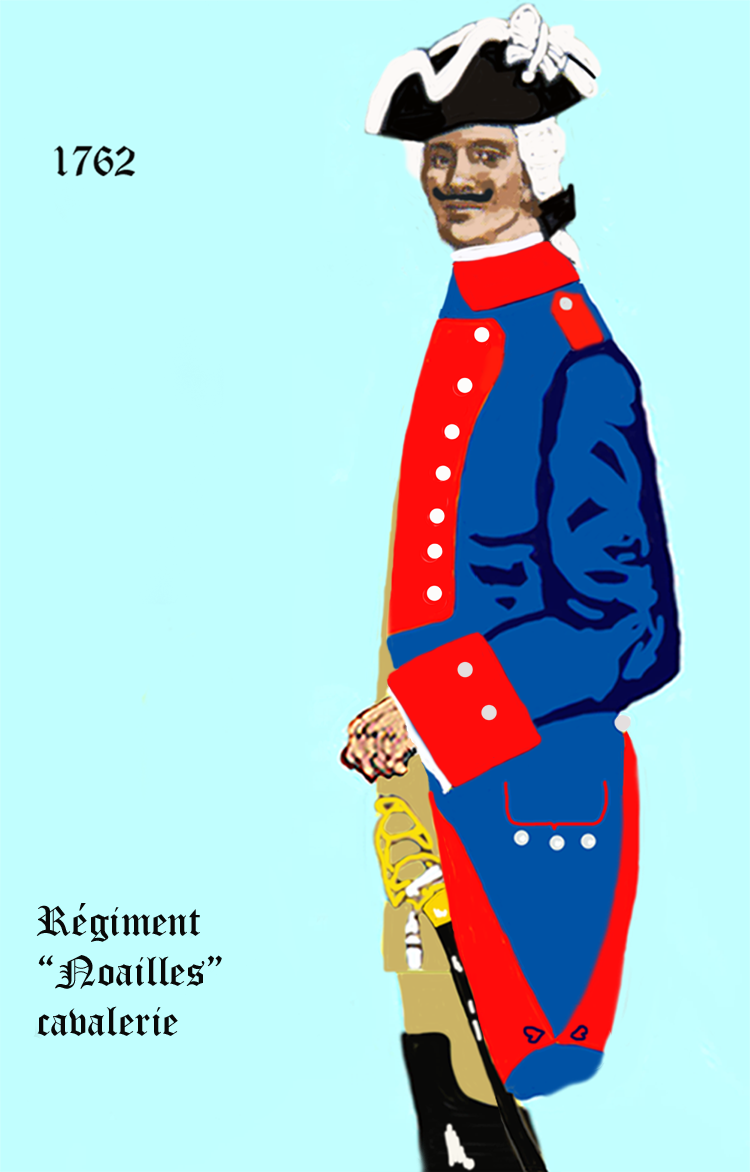
régiment de Noailles de 1762 à 1767
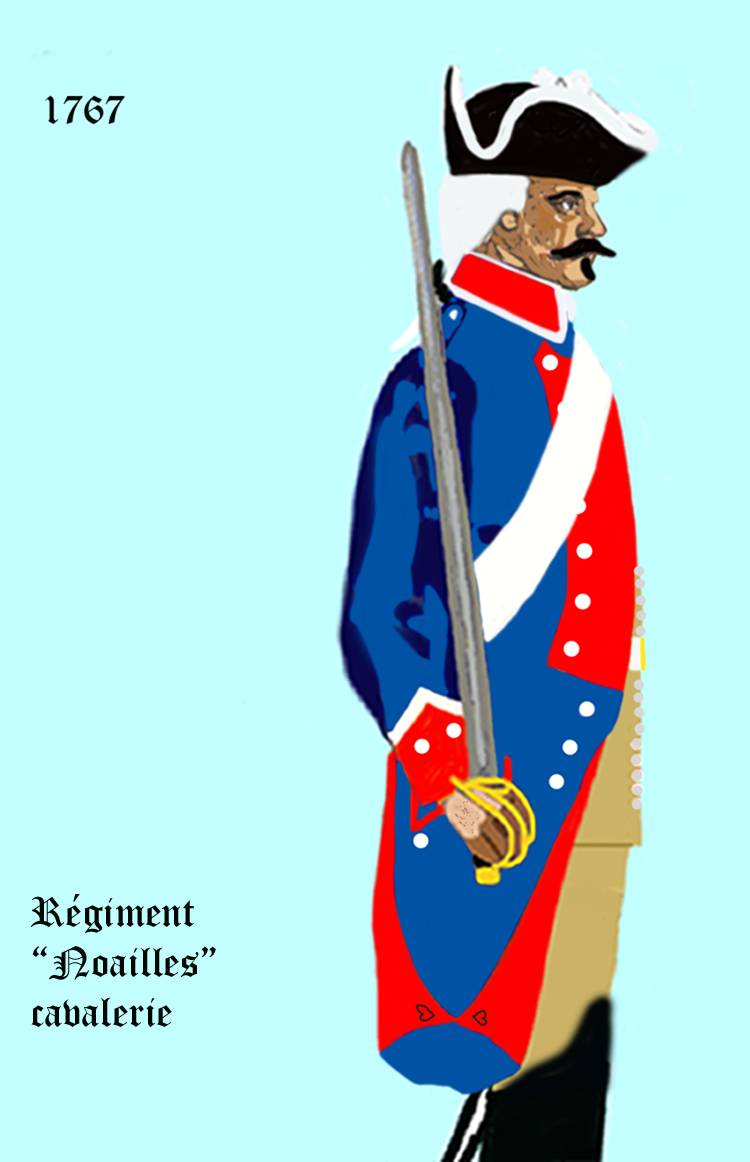
régiment de Noailles de 1767 à 1776

Uniformes de dragons
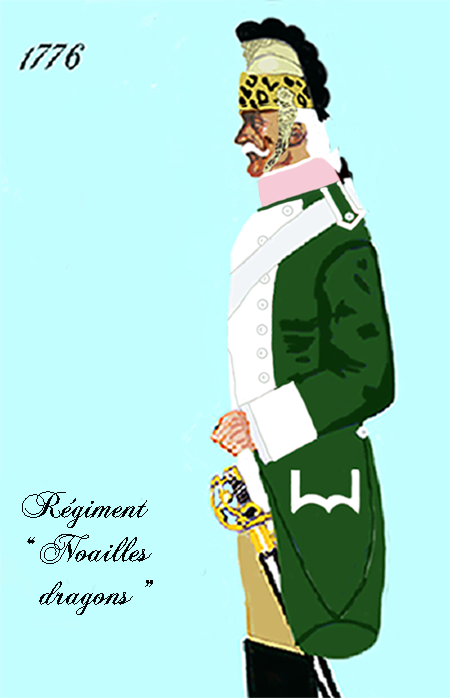
régiment de Noailles dragons de 1776 à 1779
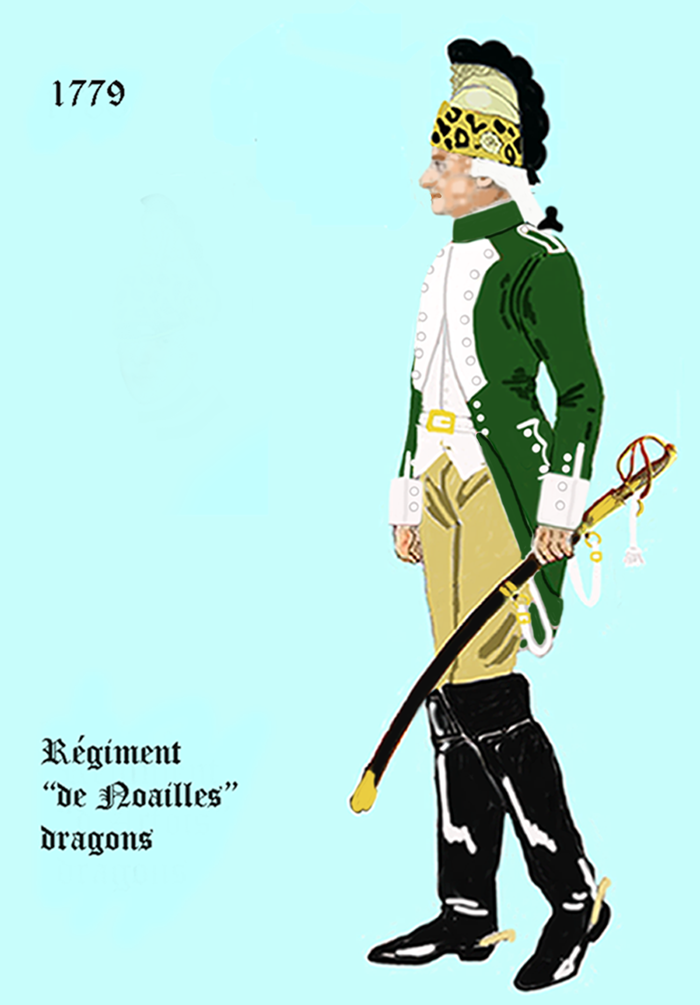
régiment de Noailles dragons de 1779 à 1786
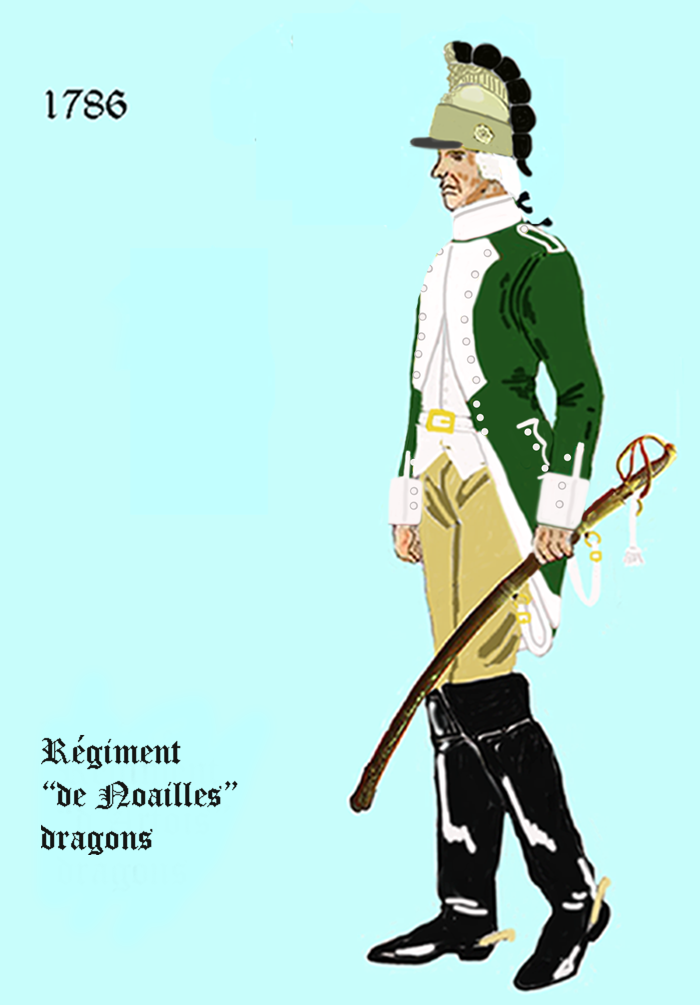
régiment de Noailles dragons de 1786 à 1791
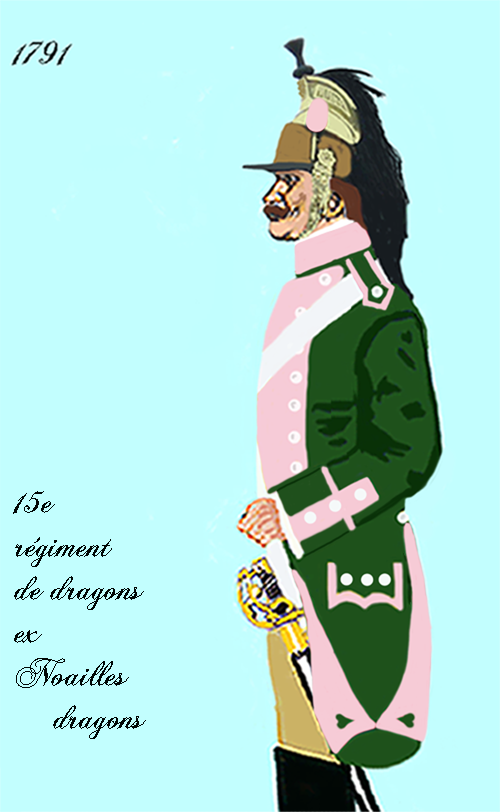
15e régiment de dragons après 1791

## Historique

### Colonels et mestres de camp
- 20 décembre 1688 : Anne Jules, comte d’Ayen puis duc de Noailles, brigadier de cavalerie le 13 février 1674, maréchal de camp le 25 février 1677, lieutenant général le 25 juin 1682, maréchal de France le 27 mars 1693, † 5 février 1750
- 5 décembre 1694 : Adrien Maurice de Noailles, comte d’Ayen puis duc de Noailles, fils du précédent, brigadier de cavalerie le 29 janvier 1702, maréchal de camp le 26 octobre 1704, lieutenant général le 29 mai 1706, maréchal de France en 1734, † 24 juin 1766
- 7 décembre 1709 : Philippe, comte de Noailles, frère du précédent, † 1710
- 25 octobre 1710 : Adrien Maurice de Noailles, comte d’Ayen, pour la 2e fois
- 4 mars 1730 : Louis de Noailles, duc d’Ayen, brigadier le 1er janvier 1740, maréchal de camp le 14 mai 1743, lieutenant général des armées du roi le 1er janvier 1748, maréchal de France en 1775
- 1er mars 1754 : Jean Louis François Paul de Noailles, duc d’Ayen puis duc de Noailles, fils du précédent, † 20 octobre 1824
- 20 mars 1774 : Louis Philippe Marc Antoine de Noailles, prince de Poix, † 15 février 1819
- 10 mars 1788 : Louis François, baron de Galiffet
- 25 juillet 1791 : Sicaire Auguste Armand, comte de Chapt de Rastignac
- 23 novembre 1791 : Jean Christophe Sidoine Romanet
- 7 mars 1792 : André de La Barre, général de brigade provisoire le 25 juin 1793 confirmé le 22 août, † 7 juin 1794
- 25 juin 1793 : Jean François Guirard de La Prade de Montarnail
- 21 février 1794 : Pierre Étienne Pourquery de Clauzelles
- 14 avril 1794 : Claude Ambroise Boulland
- 2 décembre 1796 : Michel Pinon
- 21 juin 1799 : Nicolas Martin Barthélemy
- 14 février 1807 : Jean-Baptiste Pierre Treuille de Beaulieu
- 14 août 1809 : Jean-Claude Boudinhon-Valdec
- 6 février 1814 : N. Adam
- 15 mars 1814 : Claude Louis Chaillot

### Campagnes et batailles
- Guerre de Succession d'Espagne

15 novembre 1703: bataille de Spire
- Guerre de Succession d'Autriche

11 mai 1745: bataille de Fontenoy
Le 15e régiment de dragons a fait les campagnes de 1792 et 1793 à l’armée d’Italie ; 1794 à l’armée des Pyrénées-Orientales.

Il a fait les campagnes des ans IV et V à l’armée d’Italie ; an VI aux armées d’Italie et d’Orient ; ans VII, VIII et IX à l’armée d’Orient. Faits d’armes : combats de Lonado, les 31 juillet et 3 août 1796 ; bataille d’Arcole, le 16 novembre 1796.

Campagnes des ans XII et XIII au 2e corps de réserve de cavalerie (4e division) ; an XIV au 3e corps de réserve de cavalerie ; 1806 au 1er corps de réserve de la Grande Armée ; 1807 au corps d’observation de la Gironde ; 1808 à l’armée de Portugal ; 1809 aux armées d’armée d’Espagne et d’Allemagne ; 1810 aux armées d’Espagne et de Portugal ; 1811 et 1812 à l’armée de Portugal ; 1813 à l’armée de Portugal et au corps d’observation de Bavière ; 1814 à l’armée des Pyrénées et au 5e corps de cavalerie de la Grande Armée ; 1815 à la 5e division de réserve de cavalerie.

### Quartiers
- Brive[1]